# Zeferino González y Díaz Tuñón
Pour les articles homonymes, voir Tuñón.
Zeferino González y Díaz Tuñón (né le 28 janvier 1831 à Vittoria, diocèse d'Oviedo, dans les Asturies et mort le 29 novembre 1894 à Madrid, victime d'un cancer du maxillaire, est un cardinal espagnol de la fin du XIXe siècle.

## Biographie
Zeferino González y Díaz Tuñón est un philosophe systématique, promoteur de la restauration du thomisme dans la philosophie chrétienne à la fin du XIXe siècle. 
Il fut fait évêque de Malaga le 17 janvier 1874. Envoyé à Cordoue le 5 juillet 1875, il fut promu archevêque de Séville le 15 mars 1883. Ayant été transféré au siège primatial de Tolède dans le consistoire du 27 mars 1885, il se heurta à l'appareil clérical local. Aussi il démissionna pour revenir à Séville en 1886. Il se retira en 1889 pour prendre sa retraite.
Ce fut durant le bref mandat de son successeur à Séville, Mgr Bienvenido Monzone (précédemment archevêque de Grenade), que le choléra commençait à sévir en Espagne en 1885. Pour détourner le fléau, le prélat consacra son diocèse au Sacré-Cœur de Jésus. Dès le début de l'épidémie, il se rendit au chevet des malades, n'hésitant pas à distribuer secours et consolations. Ce fut en allant visiter des cholériques dans le village de Lubia, près de Grenade, qu'il contracta la terrible maladie. Il tomba "martyr de sa charité" pendant l'été 1885 ; il était âgé de 65 ans. Au niveau international, une confusion s'instaura entre ces deux prélats puisqu'on annonça, dans un premier temps, la mort du cardinal González à Lubia, avant de rectifier l'erreur.  
Le pape Léon XIII l'avait créé cardinal lors du consistoire du 10 novembre 1884. Il appartenait à l'ordre des Frères Prêcheurs.

## Distinctions
- Grand-croix de l'ordre d'Isabelle la Catholique

## Sources
- La Semaine religieuse du diocèse de Tulle, 22 août 1885, n° 34, p. 439 et 29 août 1885, n° 35, p. 450-451.
- Le Franc-Maçon, 6 et 13 février 1886
- Zeferino González Diaz de Tuñón OP 1831-1894
- Fiche du cardinal Zeferino González y Díaz Tuñón sur le site fiu.edu

## Liens
- Ressources relatives à la religion :   - Catholic Hierarchy
  - Cardinals of the Holy Roman Church
- Notices dans des dictionnaires ou encyclopédies généralistes :   - Diccionario Biográfico Español
  - Treccani
- Notices d'autorité :   - VIAF
  - ISNI
  - BnF (données)
  - IdRef
  - LCCN
  - GND
  - Italie
  - CiNii
  - Espagne
  - Pays-Bas
  - Israël
  - NUKAT
  - Catalogne
  - Vatican
  - Australie
  - Portugal